# Eulecanium lymani
Eulecanium lymani är en insektsart som beskrevs av King 1901. Eulecanium lymani ingår i släktet Eulecanium och familjen skålsköldlöss. Inga underarter finns listade i Catalogue of Life.